# Сура Аль-Худжурат
Сура Аль-Худжурат (араб. سورة الحجرات‎) або Кімнати — сорок дев'ята сура Корану. Мединська, містить 18  аятів.